# Algemene maatregel van rijksbestuur
Een algemene maatregel van rijksbestuur (AMvRB of RijksKB) is in het staatsrecht van het Koninkrijk der Nederlanden een door de Rijksregering uitgevaardigd koninklijk besluit met algemene strekking. Algemene maatregelen van rijksbestuur hebben dezelfde uitwerking als algemene maatregelen van bestuur, zij het dan dat AMvRB's gelding hebben in twee of meer landen van het Koninkrijk, en niet slechts in Nederland.

## Totstandkoming
Algemene maatregelen van bestuur komen in twee varianten voor, namelijk zelfstandig en onzelfstandig. Onzelfstandige AMvRB's vinden hun grondslag in een rijkswet. Een voorbeeld is het Besluit naturalisatietoets, dat is gebaseerd op artikel 8, eerste lid onder d, van de Rijkswet op het Nederlanderschap. Zelfstandige AMvRB's vinden niet hun grondslag in een rijkswet, maar zijn rechtstreeks gebaseerd op artikel 2, 14 of 38 van het Statuut. Een voorbeeld van een zelfstandige AMvRB is het Rijksbesluit overname geldleningen Nederlandse Antillen, Curaçao en Sint Maarten.
Voor de totstandkoming van algemene maatregelen van rijksbestuur gelden de bepalingen uit de Grondwet voor het Koninkrijk, aangevuld met statuutsbepalingen. De maatregel wordt eerst voorbereid op het verantwoordelijke departement. Vervolgens wordt het voorstel besproken in de raad van ministers van het Koninkrijk, waarna het voor advies naar de Raad van State van het Koninkrijk gestuurd wordt. De na het advies eventueel aangepaste AMvRB wordt ondertekend door de Koning en de verantwoordelijke minister(s). Ten slotte wordt de maatregel gepubliceerd in de publicatiebladen van de landen waar de AMvRB toepassing zal vinden, waarna de maatregel van kracht is. De hele procedure in de Tweede en Eerste Kamer - nodig voor een 'gewone' rijkswet - wordt bij AMvRB's dus overgeslagen.

## Bepalingen door straffen te handhaven
Verschil van opvatting bestaat in de literatuur omtrent de vraag of een algemene maatregel van rijksbestuur bepalingen mag bevatten die door straffen worden gehandhaafd. Artikel 89, tweede lid, van de Grondwet bepaalt dat voorschriften, door straffen te handhaven, in algemene maatregelen van bestuur alleen mogen worden gegeven krachtens de wet (in formele zin), waarop de wet de op te leggen straffen bepaalt. Borman verdedigt dat artikel 89 lid 2 van de Grondwet via artikel 5, eerste lid, van het Statuut ook van toepassing is op algemene maatregelen van rijksbestuur. Hoogers merkt echter op dat, hoewel artikel 89 van de Grondwet in zijn geheel bij rijkswet is vastgesteld, het tweede lid opzij wordt gezet door artikel 14 lid 1 en 2 van het Statuut, zoals ook het derde lid opzij wordt gezet door artikel 22 van het Statuut. Dientengevolge is het volgens hem mogelijk dat de rijksregering doet wat de Nederlandse regering verboden is, namelijk algemene maatregelen van rijksbestuur uitvaardigen met bepalingen die door straffen gehandhaafd moeten worden.